# Вілфред Вайт (вершник)
Вілфред Вайт (англ. Wilfred White, 30 березня 1904 — 21 листопада 1995) — британський вершник.
Олімпійський чемпіон 1952 року в командному конкурі, бронзовий призер 1956 року в командному конкурі.